# NXT TakeOver 36
NXT TakeOver 36 was de 36ste en laatste professioneel worstel-pay-per-view (PPV) en WWE Network evenement van NXT TakeOver dat georganiseerd werd door WWE voor hun NXT en NXT UK brands en vond plaats op 22 augustus 2021 in het WWE Performance Center in Orlando, Florida, gehost en uitgezonden vanuit Capitol Wrestling Center (CWC).

## Matches
| Nr. | Matches                                            | Winnaar(s)          | Opmerkingen | Bron  |
| --- | -------------------------------------------------- | ------------------- | --- | ----- |
| 1P  | Ridge Holland (met Pete Dunne) vs. Trey Baxter     | Ridge Holland       | Een-op-een match.                                                                                                  | [ 2 ] |
| 2   | Cameron Grimes (met Ted DiBiase) vs. LA Knight (c) | Cameron Grimes (nc) | Een-op-een match voor het Million Dollar Championship. Had Grimes lost, DiBiase would have become Knight’s butler. | [ 2 ] |
| 3   | Raquel González (c) vs. Dakota Kai                 | Raquel González     | Een-op-een match voor het NXT Women's Championship.                                                                | [ 2 ] |
| 4   | Ilja Dragunov vs. Walter (c)                       | Ilja Dragunov (nc)  | Een-op-een match voor het NXT United Kingdom Championship. Dragunov won door submission.                           | [ 2 ] |
| 5   | Kyle O'Reilly vs. Adam Cole 2–1                    | Kyle O'Reilly       | 2-out-of-3-falls match. - Fall 1: Traditioneel worstelen - Fall 2: Street Fight - Fall 3: Steel Cage               | [ 2 ] |
| 6   | Samoa Joe vs. Karrion Kross (c) by pinfall         | Samoa Joe (nc)      | Een-op-een match voor het NXT Championship.                                                                        | [ 2 ] |